# Вяйку-Рууга
Вяйку-Рууга (ест. Väiku-Ruuga) — село в Естонії, входить до складу волості Риуге, повіту Вирумаа.